# 黒印状

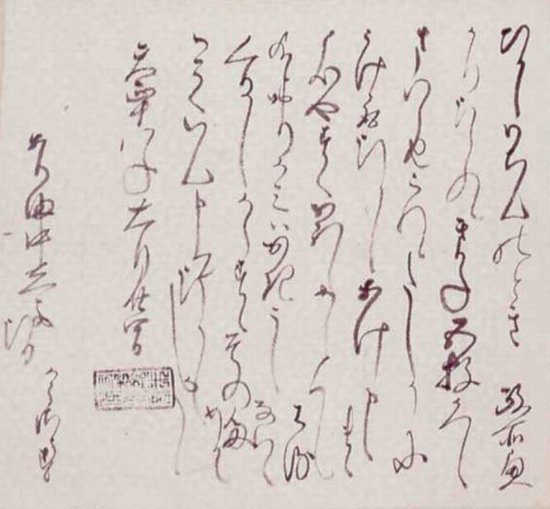
北政所黒印状（孝蔵主奉書）
----
摂津三田藩藩主・有馬則頼に北政所が融資していた黄金五枚が無事返済されたことを記した天正十八年十一月二十四日付の証書。差出人は豊臣家筆頭奥女中・孝蔵主。北政所所用の黒印を据えた仮名消息の体裁をとっている。紙本墨書。名古屋市博物館収蔵。

黒印状（こくいんじょう）とは、戦国時代から江戸時代にかけて将軍・大名・旗本などが墨を用いて押印した上で発給した文書のこと。

## 概要
戦国時代には花押に代わって印判を押印する印判状が広まり、戦国大名においても花押を押すもの、朱印や黒印を押印するもの、花押と印判を併用するものなど様々な公文書が発給されていた。
黒印状の由来については文明19年（1487年）に今川氏親が幼少のために花押を記すことが困難であったために代わりとして用いたのが初めと言われている。
将軍においては御内書や条目類の発給、大名においては家臣や寺社領（黒印地）に対する知行の宛行・安堵、旗本においては下知状の発給などに用いられた。

## 黒印状に対する誤解
黒印状に対する誤解として「黒印状は朱印状の略式文書である」、「江戸幕府が朱印状を将軍専用として大名の使用を禁じた」というものがある。
だが、将軍徳川家康・秀忠の代には黒印状による所領安堵が行われたり、徳川家光が上洛（寛永11年（1634年））の際に出された「留守法度」は黒印状にて発給されている。
また、細川家や伊達家で出された藩主発給の朱印状も現存している。